# 吹雪型駆逐艦
吹雪型駆逐艦（ふぶきがたくちくかん）は、大日本帝国海軍（以下「海軍」）の一等駆逐艦の艦級である。同型艦24隻。特型駆逐艦（とくがたくちくかん）の名でも知られる。

## 概要
ワシントン海軍軍縮条約により、戦艦を始めとする主力艦等の保有制限を受けた日本海軍が、条約の制限を受けない補助艦艇の整備を強化する方針を打ち出したことにより建造された新型駆逐艦が本型である。
凌波性能を追求した船形による良好な航海性能と、艦橋を露天式から密閉式に改めるなどの居住性の改善、排水量に対して重武装（砲塔式12.7cm連装砲3基、61センチ魚雷9射線を中心に配備し予備魚雷も搭載した）の本型の出現は、当時の列強海軍に衝撃を与えた。
太平洋戦争では当初酸素魚雷こそ装備していなかったものの、水雷戦隊の主力や空母護衛、輸送船団護衛などで活躍し、結果として損害も多く、建造された24隻の中で終戦時まで残存した艦は2隻（潮、響）のみである。

### ワシントン条約と睦月型駆逐艦
1921年(大正10年)のワシントン軍縮条約により、主力艦(戦艦・巡洋戦艦)は保有比率が制限（英5：米5：日3）を受けた。これにより主力艦の建造はいずれも中止され、日本海軍では主力艦の劣勢を補うため、条約で保有制限を受けない巡洋艦以下の補助艦艇を整備・強化する事に活路を見出す方針を打ち出した。数的にはアメリカ海軍に及ばないため、必然的に個艦性能をアメリカより優勢にすることが求められた。駆逐艦に関しては、それまでの八八艦隊計画では大型の一等駆逐艦と中型の二等駆逐艦の2系統で駆逐艦の建造を進めていたが、条約後の計画見直し(大正12年度艦艇補充計画)で二等駆逐艦の建造を取りやめ、一等駆逐艦（1,400トン型）24隻の計画となった。この計画では53cm魚雷搭載の神風型駆逐艦4隻と61cm魚雷搭載に兵装を強化した睦月型駆逐艦12隻の計16隻を建造した。残り8隻の予算は計画が変更され、1,700トン型（本型）5隻として建造されることになる。

### 新型駆逐艦

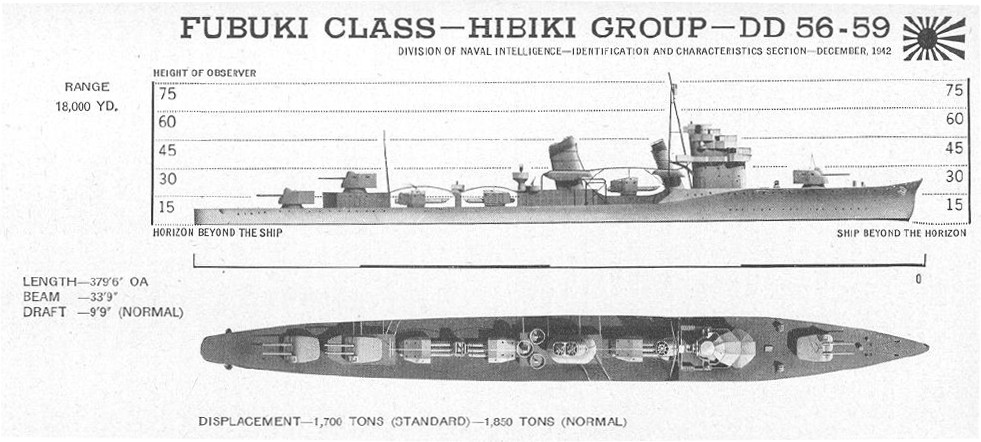
本型の艦型と兵装配置を示した図

睦月型駆逐艦は当時としては高性能かつ重武装艦（速力37.3kt 航続力14ktで4000浬 兵装：61糎三連装魚雷発射管/2基6射線 12糎単装砲四基）であるが、
1924年(大正13年)に出された軍令部の新型駆逐艦の要望はそれをはるかに上回る61cm魚雷発射管9射線(3連装3基)、12.7cm砲6門、速力37ノットというものだった。
基本計画主任の藤本喜久雄造船大佐（当時）はそれを実現させるため、軽巡洋艦夕張の手法を取り入れ、新技術（半自動溶接等の新方式の電気溶接法など）を積極的に採用することによって徹底的な軽量化を試み、基準排水量1,700トン以下で要望通りの駆逐艦を設計した（実際の排水量は計画よりかなり重くなった）。固定天蓋付きの艦橋(ブリッジ)、防盾(シールド)付きの砲など、この後の日本海軍駆逐艦の基本形が本型できあがった。吹雪型は、国内外に衝撃を与え、海軍の分類に準拠した特型駆逐艦という呼称が有名になった。軽合金が多用されたのも初期の特徴だが、当時のアルミ合金は耐海水性が悪いうえ腐食が激しく使用を中止された。

### 建造
上述のように大正12年度(1923年)計画で5隻(吹雪、白雪、初雪、叢雲、深雪)、大正15年度(1926年)成立の予算で4隻(磯波、東雲、薄雲、白雲)、昭和2年度(1927年)計画により残り15隻が建造された。1928年(昭和3年)6月竣工の磯波から1933年(昭和8年)3月竣工の響で全艦24隻が竣工した。
本型は予想以上の好成績で、この事実が諸外国に知れた場合に大型駆逐艦の建艦競争が起きることを日本海軍は恐れ、建造の打ち切りを予定していた。1930年(昭和5年)のロンドン海軍軍縮条約で1,500トン以上の駆逐艦にも保有量の制限が課せられたため(後述)、予定通りの建造打ち切りが決定した。

### 竣工後から太平洋戦争開戦前まで

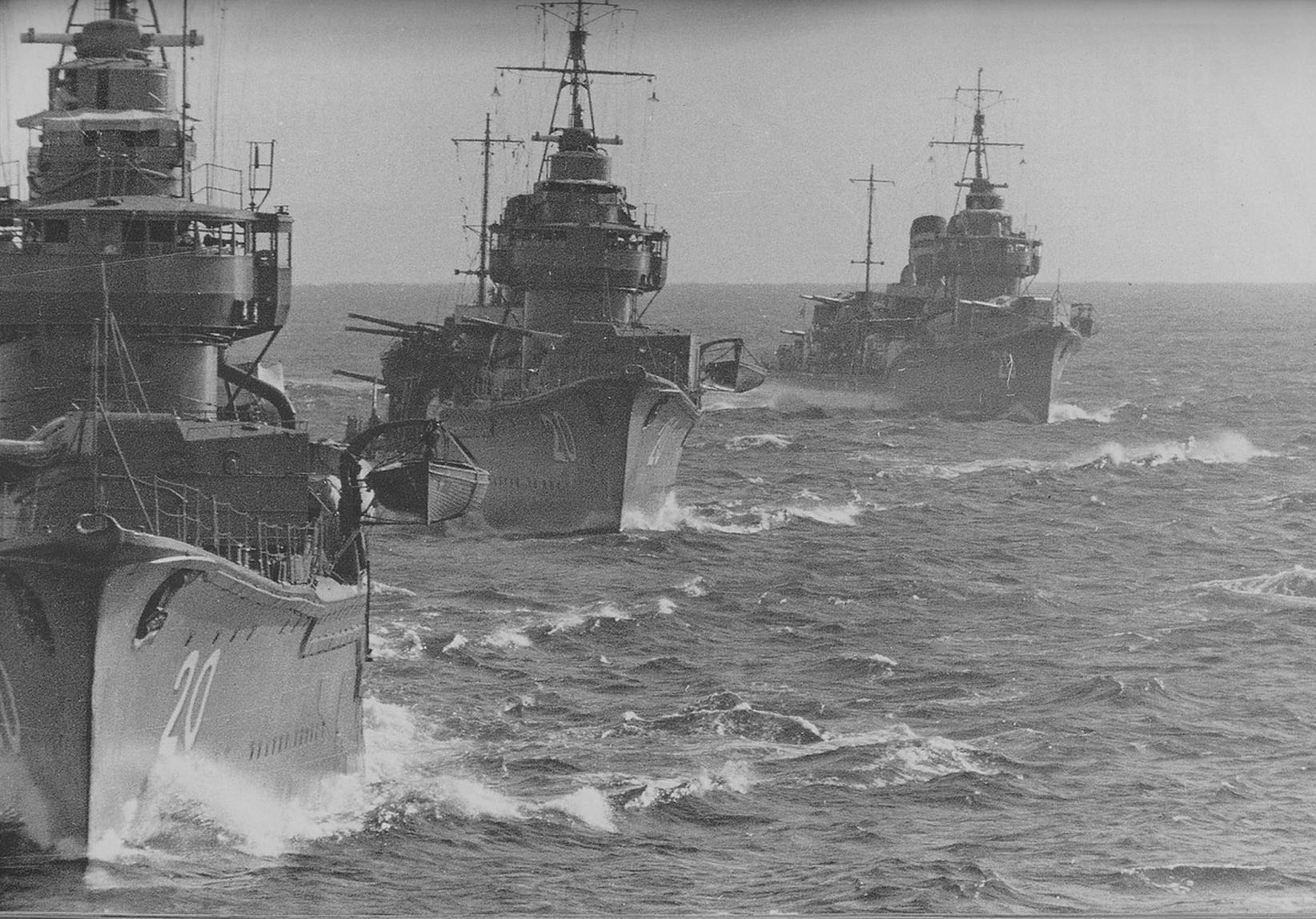
演習中の吹雪型駆逐艦（第20駆逐隊）

竣工後は続々と水雷戦隊、特に花形の第二水雷戦隊に配属されて日本海軍の主力を担った。特に昭和9年度(1934年)の艦隊編成では第二水雷戦隊の全ての駆逐艦が本型だった。
大型かつ重武装である吹雪型の存在は当時の各国海軍に衝撃を与え、ロンドン海軍軍縮会議にて大型駆逐艦の保有枠が新たに設けられる事態や、アメリカ海軍のポーター級、イギリス海軍のトライバル級等の特型駆逐艦に対抗した様々な駆逐艦が生まれる結果となった。
国外に様々な影響を与えた吹雪型であったが、国内においては訓練中に起こった事故や問題が発生していた。訓練中の事故で本級の電と衝突した深雪が沈没する事故や友鶴事件、第四艦隊事件によって発覚した復元性不足、強度不足問題等である。特に後者の2つの問題により性能改善工事が行われ、耐波性や凌波性は優秀なままであったが、重量が増大し速力が34ノットまで低下することとなった。

### 太平洋戦争時
太平洋戦争時には既に陽炎型駆逐艦等の最新鋭駆逐艦が主力となっていたが、吹雪型も最前線で運用された。なお陽炎型駆逐艦の18ノットで5,000海里に対して、1943年（昭和18年）9月時点での響の航続距離は17ノットで1,600海里と報告されている。
開戦時には23隻あった吹雪型であったが、終戦時には潮と響のみが残存していた。潮は後に解体され、響はソ連海軍へ賠償艦として引き渡され1970年代まで在籍していた。

## 特型駆逐艦
計画時の呼称は特型駆逐艦（とくがたくちくかん）。これは、1924年に艦政本部に対して要求された「新型駆逐艦」の過酷な要求を満たすため、艦政本部内に設けられた「特型駆逐艦対策委員会」の名称が基となっている。合計24隻が建造された。
ただし、特型は次級である初春型駆逐艦と白露型駆逐艦および朝潮型駆逐艦を含む呼称として使用された例もある。あらたに登場した本型（特型駆逐艦）に対し、従来の睦月型駆逐艦・峯風型駆逐艦・神風型駆逐艦は『並型駆逐艦』と表現された事例もある。

## 艦級(クラス)
日本海軍での公式の艦型(艦級に相当)は艦艇類別等級表に記載され、あくまで全隻「吹雪型駆逐艦/白雪型駆逐艦/初雪型駆逐艦」である。
「吹雪型」命名前（後述）の呼称は第三十五号型駆逐艦（だいさんじゅうごごうがたくちくかん）、命名後は「吹雪型駆逐艦」で統一しており、ネームシップの「吹雪」沈没後白雪型駆逐艦（しらゆきがたくちくかん）に改定され、さらに初雪型駆逐艦（はつゆきがたくちくかん）と改められた。
その他の分類として、駆逐隊は4隻単位で本型の艦名も4隻ごとになっているので、吹雪から4隻ごとに雪級、雲級、波級、霧級とする分類も見られたほか、吹雪型を16隻とし、後期型8隻（朧、曙、潮、漣、響、雷、電、暁）を朧型とする場合もあった。なお吹雪型の次級である初春型駆逐艦の当時9隻（初春型《初春、子日、若葉、初霜、有明、夕暮》、白露型《白露、時雨、村雨》）も特型駆逐艦として分類している資料もある。庭田尚三造船中将（呉海軍工廠造船部長として大和型戦艦1番艦大和の建造を指揮）は、初春型駆逐艦・白露型駆逐艦・朝潮型駆逐艦を『特型駆逐艦○○型』と分類している。
「昭和造船史第1巻」巻末資料や「世界の艦船」では「吹雪」から「潮」までの20隻を「吹雪型」とし、機関を改良した「暁」以降4隻を暁型（吹雪改型）として別のクラスに分類している（英語版ウィキペディアの暁型駆逐艦の記事を参照）。

## 分類
本型は建造期間が長いこともあり、いくつかの種類で分類される。通常は外観の相違に基づいて3タイプ（+1タイプ）に分ける形になる。
I型（吹雪型）
大正12年度と大正15年度の計画で建造された9隻を指す。昭和2年度計画の1番艦浦波を含める場合もある。この10隻のみ12.7cm連装砲はA型を採用している。
改I型（浦波）
10番艦(昭和2年度計画の1番艦)の浦波は缶室吸気口形状などが後述のII型と同じであるが、艦橋構造物はI型と同じ、主砲はA型砲を搭載しており、I型とII型の折衷的な形態となっている。そのため「改I型」、もしくは 「IIA型」（II型の船体にA型砲を搭載していることから）と呼ばれる。当初はII型として完成する予定だったが折しもジュネーブ海軍軍縮会議が開かれておりその交渉の経過から急遽竣工を早めることとなった。そのため新型砲（B型砲）が間に合わなくなり今までのA型砲を搭載して竣工した。
II型（綾波型）
昭和2年度に計画された15隻のうち、綾波以降潮までの10隻を指す。艦橋構造物がI型より大型化し、缶室吸気口はI型(改I型を除く)のキセル型から荒天時海水の吸入を防ぐためにお碗型に変更された。なお、このお椀型形状は以後日本海軍駆逐艦の標準となった。また、I型に搭載されたA型砲が仰角40度なのに対し、75度にまで引き上げたB型砲を主砲に持つ。
朧、曙、漣、潮の4艦は他の綾波型の前期型6艦より煙突の高さが低く、その形状も若干変化していて「後期型」とする場合もある。艦名は1文字の名が当てられた(後述のIII型も同様)。
III型（暁型）
吹雪型駆逐艦は当初から重量が計画より200トンほど超過しており、うち機関関係だけで100トン近くの超過があった。これは当時の艦本第5部長(造機部長)が懲罰を受けるほどの大きな問題であった。そこで缶(ボイラー)に空気余熱器を採用して効率を上ることにして、4基だった缶を3基に減らすことを画作した。空気余熱器はII型の漣に搭載してテストされ、その結果が良好だったため、昭和2年度計画の最後の4隻は急遽缶を3基に変更した。これにより細くなった一番煙突が、外見上の顕著な特徴である。その他艦橋構造はII型より更に大型化し、魚雷発射管に防盾を標準装備したのもこの型が最初である。友鶴事件・第四艦隊事件による性能改善工事により、艦橋の小型化、魚雷発射管位置の変更等、事件の前後で最も艦容が変わった特型駆逐艦である。

## 艦型
基本計画番号F43。

### 船体
長船首楼型の船体で乾舷を大きく取り、艦首には急激なシアと強いフレアを付けた。船体中央部の外板にもフレアを付けた。この中央部のフレアは水線部からタンブルホーム型のように一旦内側に入り、改めて上甲板で外に開く形をしていた。この形状は凌波性には極めて有効で、後の初春型駆逐艦や千鳥型水雷艇にも採用された。しかし工事上では不利であり、あるいは後の性能改善工事(後述)では船体強度上不利になるという理由で
「夕暮」(初春型)や白露型駆逐艦以降では廃止された。
構造上は極端な軽量化が進められた。小さい肋骨を多くし外板の厚さを減らしたり、ガーターを強化してステーやピラーを極力減らすなどの工夫をした。その他に小さい鋲を用いたり、軽め穴の徹底や材料の余分な部分を除去するなどの重量軽減策を行った。これらにより工数は増えたが船体の重量は「浦波」の場合、計画より逆に10トン少なくなっている。また設計段階の縦強度計算では艦前部と後部の許容応力を高めた。つまり、艦の前後の強度を中央に比べて落としたが、これは後の第四艦隊事件で船体切断の遠因となった。
その他に駆逐艦として初めて2重底を採用、ビルジキールは従来の駆逐艦は1枚板だったが、本型からは2枚板(ビルドアップ)式になった。

### 艦橋
羅針艦橋上部には日本海軍駆逐艦として初めて固定天蓋を設け、前面には窓ガラスをつけて周囲をエンクローズさせた。睦月型までは開放型の艦橋で、必要に応じてキャンバスで囲っていたが、この場合は波浪のある時に高速を出すと艦橋内に海水が入ることが珍しくなく、長時間の戦闘では不利だった。また、艦橋構造物も1甲板高くなった。これは艦首シアが大きくなったことや1番砲(砲塔形状になる)を考慮して艦橋からの見通しを良くするためだった。重心が高くなりすぎないように材料は軽合金を使用した。この軽合金は当初ジュラルミンで他の部分にも使われていたが、海水の腐食が激しくアルミに代わられ、その使用範囲も縮小された。
艦橋構造は、
- I型(改I型)は羅針艦橋の1段上に方位盤(一四式方位盤二型)を備えた射撃指揮所を設け、その後方に2m測距儀があった[68]。魚雷戦指揮は羅針艦橋後方左右張り出しに設けた魚雷戦方位盤を使用した[68]。
- II型は射撃指揮所後部には大型の円筒形をした方位盤(射撃塔)が置かれ、その内部には方位盤照準装置が置かれた[69]。2m測距儀はその後方で、I型より1段高い架台上に置かれた[69]。
- III型の場合、羅針艦橋の1段上は(魚雷)発射指揮所になり、その後方には射撃指揮所、方位盤照準装置、3m測距儀がひな壇式に置かれ、艦橋構造物はさらに巨大化した[70]。

性能改善工事(後述)の時に羅針艦橋は縮小、羅針艦橋上部は撤去され、新たに3m測距儀付き九四式射撃指揮塔を装備し、艦橋は大きく簡素化された。
艦橋位置は船首楼甲板の後端になる。本型の操舵機は羅針艦橋内にあったが、以後の駆逐艦では操舵機を1段下に操舵室を設けて移動させた。それ以外は羅針艦橋の後方に発射発令所と艦長休憩室があるなど、艦橋位置も含めて以後の駆逐艦艦橋の基本型となった。

### 艤装
機械通風の強化、暖房にスチームヒーターの採用(従来は石炭ストーブのみ)、小型冷却機と小型冷蔵庫の装備など居住性が向上した。居住区も艦橋下方に士官室を設けるなどの変更がされた。
その他に前部マストを駆逐艦として初めて3脚マストにした。

### 機関
主機は艦本式(インパルス)ギアード・タービン2基を搭載した。1基につき高圧・低圧・単式タービンが1台ずつあり、後進タービンは単式タービンと同一ケース内にあり、巡航タービンは単式タービンに減速ギアとクラッチを介して連結された。18ノットまでは巡航タービンと単式タービンを併用、24ノットまでは単式タービンのみを蒸気を送り、それ以上は高圧・低圧・単式の全てを使用した。
機械室は防御上左右の2室に分け、その後部に補機室を設けた。しかしこの方式は浸水時に艦の傾斜が増すことになり、その後の駆逐艦では採用されていない。
主缶(メイン・ボイラー)はロ号艦本式重油専焼缶4基を搭載した。過熱器は無く蒸気は圧力20kg/平方cmの飽和蒸気。第1第4缶の蒸気は左舷タービンへ、第2第3缶のそれは右舷へ送られた。
漣には舞鶴工作部で考案された空気余熱器が実験的に取り付けられ、全力での燃料消費を10%減少するなどの好成績を収めた。この結果から、暁以降はボイラーを3基としてその重量を23%減少させた。
ボイラーを3基にすることは排水量の超過には有効だったが、艦下部の重量が減少したため後述するように復元性能は悪化した。
缶室吸気口はI型では背の高いキセル型になった。従来より海水の浸入を防ぐように努めたが、それでも荒天時に高速を出すと海水が浸入することがあった。そこで改I型(浦波)からは吸気口をお椀型とし、燃焼用空気を煙突の隙間から取り入れる方法を採用した。これは海水の浸入に有効であり、空気を余熱することで缶の効率も上がり、以後の駆逐艦の標準形式になった。

### 航続力
初雪の公使成績で速力13.456ノットで4,875カイリの成績が残る(計画は14ノットで4,500カイリまたは5,000カイリ)。世界的に航続距離の増大が要望されており、本型の航続力はまだ不足で唯一の欠点とされた。

### 主砲
日本海軍の駆逐艦として初めて12.7センチ砲を搭載、砲塔類似の連装砲架とした。睦月型までは12cm単装砲(いわゆる甲板砲)で、砲の旋回時には砲員も要具類を持って移動する必要があり、また砲員や要具類は打ち上げる海水にむき出しのままだった。吹雪型では砲塔形式となり、これらの問題が解決した。この12.7センチ砲は高角砲を主兵装とした秋月型駆逐艦（乙型）、松型駆逐艦（丁型・改丁型）を除く、これ以降の日本駆逐艦の標準砲となった。
吹雪型には前述の通りI型、改I型にはA型連装砲架、それ以降はB型連装砲架をそれぞれ3基6門搭載した。A型は最大仰角40度で左右の砲身が一体に俯仰する形だった。1928年(昭和3年)の軍備制限研究委員会で駆逐艦に高角砲を採用するよう答申があり、B型は最大仰角75度、左右の砲身が別々に俯仰する形に改められた。重量軽減のためA型の盾の厚さが9mmから12mmだったところ、B型は厚さ3.2mmと薄くして山形鋼で補強した。それでも全重量はA型の25.4トンからB型は31トンまで増大した。
友鶴事件、第四艦隊事件後での改装工事でB型砲はB型改1またはC型砲に近い砲盾に変更、もしくは交換された。また大戦中の1943年（昭和18年）5月3日に2番砲撤去や機銃増備の訓令が出された。この撤去工事は同年秋から翌年初頭にかけてと言われている。

### 魚雷
前型の睦月型駆逐艦では駆逐艦で初めて61cm魚雷を搭載し、3連装2基(6射線)が装備された。吹雪型も同じ61cm3連装魚雷発射管（正式名称は一二年式六一糎三連装水上発射管）を採用したがこれを3基（9射線）搭載し、射線数では1.5倍となっている。この9射線は後の島風（15射線）に次ぐ射線数だった。次発装填装置はまだ搭載されなかったが(次の初春型で初採用)、格納筺に収められた次発魚雷はスキッドビーム状のクレーンを用いて装填され、装填は従来よりはるかに容易になった。
1番発射管の装備位置は缶室吸入口の形状の違いからI型のみ(改I型、II型、III型より)高い位置に装備されている。
魚雷発射管は初期のタイプでは防盾(シールド)がなく、初めて防盾を装備したのは「敷波」と言われている。III型以降は標準装備とされ、その他の艦は1932年(昭和7年)から翌年に追加装備した。この防盾は荒天時における発射管の操作性向上に大いに効果があった。試作の盾はジュラルミン製であったが海水による腐食が早く、すぐ鉄板製に改められ、各艦に装備された盾は3mmの鋼製に変更となっている。
魚雷は当初八年式魚雷18本を搭載し、1935年(昭和10年)頃から九〇式魚雷（12本から18本、艦により違う模様）に変更された。また、1943年（昭和18年）8月以降には一部の艦（薄雲・白雲・浦波・夕霧・曙・潮・響）の魚雷発射管が改造され、九三式魚雷（酸素魚雷）が搭載されている。

### 機銃
計画では毘式40mm単装機銃2挺の搭載を予定していたが実現せず、I型(と改I型)は留式7.7mm単装機銃2挺を装備した。II型、III型は毘式12mm単装機銃（口径は正確には12.7mm）2挺に増強された。位置はI型(改I型)、II型が第2煙突の前方、III型は第2煙突後方の機銃台に装備された。
田村俊夫の調査によると太平洋戦争開戦時にはI型は13mm連装機銃1基に換装、II型以降は1基追加され2基装備と推定されている。
大戦中の対空戦闘には全く不足しており1943年（昭和18年）後半以降順次増強された。吹雪型の場合は
- 搭載の13mm連装機銃を撤去
- 2番主砲を撤去し25mm3連装機銃2基増備
- 艦橋前に機銃台を設置し25mm連装機銃1基増備
- 2番、3番魚雷発射管の間に機銃台を設置し25mm3連装機銃2基増備

などがなされた。「あ号作戦後の兵装増備状況調査」によるとあ号作戦（1944年6月）時点での各艦の対空機銃は以下の通りとされている。
| 艦名 | 25mm機銃 | 25mm機銃 | 25mm機銃 | 13mm | 7.7mm | あ号作戦以後の増強                  |
| 艦名 | 3連装    | 連装     | 単装     | 単装 | 単装  | あ号作戦以後の増強                  |
| ---- | -------- | -------- | -------- | ---- | ----- | ----------------------------------- |
| 潮   | 4        | 1        |          | 2    |       | 25mm単装7挺、13mm単装4挺            |
| 曙   | 4        | 1        |          |      |       | 25mm単装8挺、13mm連装2基、同単装6挺 |
| 響   | 4        | 1        | 2        |      |       | 25mm単装12挺                        |
| 薄雲 | 4        | 1        | 2        |      | 2     | 25mm単装8挺、13mm単装4挺            |

その他に白雲、電、天霧、浦波が機銃増備のために2番砲を撤去したと推定されている。

### 最終兵装
響の最終時の兵装は以下の通り。
- 主砲：12.7cm連装砲2基4門
- 魚雷：61cm3連装魚雷発射管3基9門（魚雷15本）
- 機銃：25mm3連装4基、同連装1基、同単装14挺、合計28挺。
- 爆雷：36個

電探（レーダー）は前檣を改造して22号電探1基、後檣に13号電探を1基装備していた。公試排水量はあ号作戦時で2,427トン、速力35ノットとなっていた。
潮は1945年(昭和20年)6月10日に第4予備駆逐艦(第4予備艦は廃艦予定の艦が指定される)となっており、終戦時には主砲、機銃は撤去されていたと推定されている。

## 性能改善工事
本型の復元性能は計画通りに建造されていれば問題無い範囲であったが、完成重量で既に約200トンの超過をしていた。幸いにそのうち約100トンが機関関係だったために重心の上昇が抑えられ、復元性能に大きな問題はなかった。しかし後期の艦ほどトップの重量が増していて、既成の艦も18回の改正が行われ同様に重量が増していた。最終にあたるIII型が最も問題が大きかった。1934年(昭和9年)3月に起こった友鶴事件によって本型の復元性も見直され、III型の電の場合は以下のような改善工事が行われた。
- 艦橋構造物を縮小し、トップの方位盤照準装置は測距儀付きに換装
- 艦上の伝声管撤去
- 大掃海具の撤去
- 前マストを小型軽量のものに換装
- バラストキールを設置

他艦も同様の工事が行われ、その他に多くの指揮装置や計器類が撤去され、煙突の短縮も行われた。
翌1935年(昭和10年)9月に起きた第四艦隊事件では本型も直接の被害を受けた。初雪、夕霧の艦首が切断され、その他の同型艦にも船体に屈曲や歪み、亀裂などが生じた。本型は1番艦竣工以降も多くの改正が行われたが船体強度の検討などは充分行われず、就役2、3年経った頃から強度上の欠陥による損傷が起きていた。この事件を契機に船体強度の計算をやり直し、船体には徹底的な補強が行われた。船首楼甲板の外板を厚板に張り直し、後部3番砲付近の上甲板も厚板に交換した。肋骨、梁、デッキガーダも補強した箇所が多かった。外観上の変化としては、応力の集中する船首楼甲板の舷側に丸みをもたせた。この部分にはデッキガーダの増設も行なわれている。これら性能改善工事の結果、復元性、船体強度共に問題はなくなったが、排水量は大幅に増加した。電の場合は新造計画時2,050トンだった公試排水量は2,450トンに増大し、速力は37.5ノットから34.5ノットに低下していた。吃水が増加し、乾舷は減少したが、なお耐波性、凌波性は優秀なままだった。
なお、性能改善工事と同時にII型以降の艦は主砲砲架をB型からC型へ換装した。C型は最大仰角55度(B型は75度)で、対空射撃では仰角が低い射撃の方が効果的と判ったためだった。また同時に探照燈後方にループ・アンテナが新設されている。

## 命名方法と同型艦

### 艦番による艦名
八八艦隊計画による大建艦計画により艦名不足が心配され神風型[II]、若竹型より駆逐艦は番号名となった。しかしワシントン軍縮条約により計画は中止、艦名不足の心配は無くなり1928年（昭和3年）8月1日付（同年6月1日、達第80号）で、神風型駆逐艦（第一号型駆逐艦）、若竹型駆逐艦（第二号型駆逐艦）、睦月型駆逐艦（第十九号型駆逐艦）、吹雪型駆逐艦（第三十五号型駆逐艦）等の固有艦名へ改名した。吹雪型駆逐艦も初期の11隻は番号名で命名され、うち4隻は番号名のまま竣工した。しかし直後に固有名に改名されている。
| 艦番 | 命名             | 進水時艦名 | 竣工時艦名 | 竣工後改名 |
| ---- | ---------------- | ---------- | ---------- | ---------- |
| 35   | 第三十五号駆逐艦 | ←          | 吹雪       | -          |
| 36   | 第三十六号駆逐艦 | ←          | 白雪       | -          |
| 37   | 第三十七号駆逐艦 | 初雪       | ←          | -          |
| 38   | 第三十八号駆逐艦 | ←          | 深雪       | -          |
| 39   | 第三十九号駆逐艦 | 叢雲       | ←          | -          |
| 40   | 第四十号駆逐艦   | ←          | ←          | 東雲       |
| 41   | 第四十一号駆逐艦 | ←          | ←          | 薄雲       |
| 42   | 第四十二号駆逐艦 | ←          | ←          | 白雲       |
| 43   | 第四十三号駆逐艦 | ←          | ←          | 磯波       |
| 44   | 第四十四号駆逐艦 | 浦波       | ←          | -          |
| 45   | 第四十五号駆逐艦 | 綾波       | ←          | -          |

注：←は左に同じ。

敷波以降は固有艦名で命名されている。

### 同型艦
計画順に列挙

#### 吹雪型（I型）
1番艦「吹雪」、2番艦「白雪」、3番艦「初雪」、4番艦「深雪」、5番艦「叢雲」、6番艦「東雲」、7番艦「薄雲」、8番艦「白雲」、9番艦「磯波」、10番艦「浦波」
吹雪(II) - ふぶき
竣工1928年8月10日（舞鶴工作部） 1942年10月11日 サボ島沖海戦で米水上部隊と交戦し数百発の砲弾を受けガダルカナル島水域にて沈没した。
白雪(II) - しらゆき
竣工1928年12月18日（横浜船渠） 1943年3月3日、八一号作戦でクレチン岬付近にて沈没した（ビスマルク海海戦）。
初雪(II) - はつゆき
竣工1929年3月30日（舞鶴工作部） 1943年7月17日ブインにて沈没した。
深雪 - みゆき
竣工1929年6月29日（浦賀船渠） 1934年6月29日 済州島南方沖で演習中、電が艦中央部に衝突した。後部はその場で沈没し、前部は曳航を試みるも途中で断念、放棄された。
叢雲(II) - むらくも
竣工1929年5月10日（藤永田造船所） 1942年10月12日 サボ島沖海戦で重巡「古鷹」救援中ニュージョージア島沖にて航行不能、処分となった。
東雲(II) - しののめ
「第四十号駆逐艦」として竣工1928年7月25日（佐世保海軍工廠） 1928年8月1日、東雲と改名  1941年12月17日 ボルネオ島ミリ攻略作戦で単独行動中に沈没と認定された。触雷説と爆撃による沈没説がある。
薄雲(II) - うすぐも
「第四十一号駆逐艦」として竣工1928年7月26日（石川島造船所） 1928年8月1日、薄雲と改名　1944年7月7日、択捉島北方水域北緯47度46分 東経148度20分 / 北緯47.767度 東経148.333度でアメリカ潜水艦スケートの雷撃で撃沈される。
白雲(II) - しらくも
「第四十二号駆逐艦」として竣工1928年7月28日（藤永田造船所） 1928年8月1日、白雲と改名　1944年3月16日、釧路厚岸愛冠岬沖北緯42度15分7秒 東経145度02分7秒 / 北緯42.25194度 東経145.03528度でアメリカ潜水艦トートグの雷撃で撃沈される。
磯波(II) - いそなみ
「第四十三号駆逐艦」として竣工1928年6月30日（浦賀船渠） 1928年8月1日、磯波と改名　1943年4月9日、セレベス島プートン水道南緯05度25分 東経123度04分 / 南緯5.417度 東経123.067度でアメリカ潜水艦トートグの雷撃で撃沈される。
浦波(II) - うらなみ
竣工1929年6月30日（佐世保海軍工廠） 1944年10月26日、フィリピンのパナイ島で空襲を受け沈没した。

#### 綾波型（II型）
1番艦「綾波」、2番艦「敷波」、3番艦「朝霧」、4番艦「夕霧」、5番艦「天霧」、6番艦「狭霧」、7番艦「朧」、8番艦「曙」、9番艦「漣」、10番艦「潮」
綾波(II) - あやなみ
竣工1930年4月30日（藤永田造船所） 1942年11月14日、第三次ソロモン海戦で大破、航行不能となり翌15日、ガダルカナル島水域にて沈没した。
敷波(II) - しきなみ
竣工1929年12月24日（舞鶴工作部） 1944年9月12日、南シナ海の海南島東方250浬でアメリカ潜水艦グロウラーの雷撃で撃沈される。
朝霧(II) - あさぎり
竣工1930年6月30日（佐世保海軍工廠） 1942年8月28日、ガダルカナル島タイボ岬付近にて空襲を受け沈没した。
夕霧(II) - ゆうぎり／ゆふぎり
竣工1930年12月3日（舞鶴工作部） 1943年11月25日、ニューアイルランド島セント・ジョージ岬沖にて沈没した（セント・ジョージ岬沖海戦）。
天霧 - あまぎり
竣工1930年11月10日（石川島造船所） 1944年4月23日、マカッサル海峡にて触雷により沈没した。（ジョン・F・ケネディが艇長を務める魚雷艇PT-109と衝突し、撃沈した経歴を持つ。）
狭霧 - さぎり
竣工1931年1月31日（浦賀船渠） 1941年12月24日、クチン北方水域にてオランダ潜水艦K-19の雷撃で撃沈される。
朧(II) - おぼろ
竣工1931年10月31日（佐世保海軍工廠） 1942年10月17日、キスカ島北東方水域にて空襲を受け沈没した。
曙(II) - あけぼの
竣工1931年7月31日（藤永田造船所） 1944年11月13日、マニラ湾にて空襲を受け大破着底、放棄された。
漣(II) - さざなみ
竣工1932年5月19日（舞鶴工作部） 1944年1月14日、中部太平洋のウォレアイ諸島水域北緯05度30分 東経141度34分 / 北緯5.500度 東経141.567度でアメリカ潜水艦アルバコアの雷撃で撃沈される。
潮(II) - うしお／うしほ
竣工1931年11月14日（浦賀船渠） 終戦まで生き残る。1945年9月15日に除籍され、1948年8月4日に解体。

#### 暁型（III型）
1番艦「暁」、2番艦「響」、3番艦「雷」、4番艦「電」
暁（III） - あかつき
竣工1932年11月30日（佐世保海軍工廠） 1942年11月13日、第三次ソロモン海戦でガダルカナル島水域にて沈没。
響（II） - ひびき
竣工1933年3月31日（舞鶴工作部）終戦まで生き残る。1945年10月5日に除籍となり、特別輸送艦（復員艦）として使用される。終戦後はソ連に賠償艦として1947年7月5日に引き渡しされる。
雷（II） - いかづち
竣工1932年8月15日（浦賀船渠） 1944年4月13日、グアム南南東北緯10度00分 東経143度48分 / 北緯10.000度 東経143.800度でアメリカ潜水艦ハーダーの雷撃で撃沈される。
電（II） - いなづま
竣工1932年11月15日（藤永田造船所） 1944年5月14日、ボルネオ東方北緯05度05分 東経119度33分 / 北緯5.083度 東経119.550度でアメリカ潜水艦ボーンフィッシュの雷撃で撃沈される。

## 駆逐隊の変遷
当初より4隻ずつで駆逐隊を組んでいたが、一時期は3隻体制に変更していた。開戦前に再度4隻体制に戻った。

### 第十一駆逐隊
呉鎮守府籍の吹雪・白雪・初雪・深雪で編成。1924年（大正13年）末に解隊した神風型駆逐艦 (初代)からなる先代に続く七代目の第十一駆逐隊である。太平洋戦争中、吹雪型叢雲、天霧、夕霧を編入した。
1928年（昭和3年）12月18日：白雪竣工、吹雪(8月10日竣工)と2隻で新編。第二艦隊第二水雷戦隊所属。
1929年（昭和4年）3月30日：初雪竣工、同日編入。
1929年（昭和4年）6月29日：深雪竣工、同日編入。
1931年（昭和6年）12月1日：呉鎮守府予備艦。吹雪は第二十駆逐隊（I）に転出。
1932年（昭和7年）12月1日：第二艦隊第二水雷戦隊所属。
1934年（昭和9年）6月29日：深雪、衝突事故により沈没、7月5日第11駆逐隊より削除、8月15日除籍。
1934年（昭和9年）11月15日：呉警備戦隊所属。
1935年（昭和10年）10月24日：呉警備戦隊から削除。
1936年（昭和11年）12月1日：解隊した第二十駆逐隊（I）より吹雪を編入。呉警備戦隊所属
1937年（昭和12年）7月28日：第二艦隊第四水雷戦隊に転属。
1937年（昭和12年）10月20日：四水戦は支那方面艦隊第四艦隊に転属。
1937年（昭和12年）12月1日：四水戦は支那方面艦隊第三艦隊に転属。
1938年（昭和13年）4月19日：四水戦解散。呉鎮守府予備艦。
1938年（昭和13年）12月15日：第二艦隊第二水雷戦隊所属。
1939年（昭和14年）11月15日：呉鎮守府予備艦。
1940年（昭和15年）11月15日：第一艦隊第三水雷戦隊所属。
1942年（昭和17年）3月10日：解隊された第十二駆逐隊より叢雲を編入。
1942年（昭和17年）10月11日：吹雪戦没。11月15日駆逐隊から削除。
1942年（昭和17年）10月12日：叢雲大破により白雪によって雷撃処分。11月15日駆逐隊から削除。
1943年（昭和18年）2月25日：解隊された第二十駆逐隊（II）より天霧、夕霧を編入。
1943年（昭和18年）3月3日：白雪戦没、4月1日駆逐隊から削除。
1943年（昭和18年）4月1日：三水戦は第八艦隊に転属。
1943年（昭和18年）5月16日：夕霧大破、修理のため離脱（呉工廠にて修理、11月復帰）。
1943年（昭和18年）7月17日：初雪戦没、10月15日駆逐隊から削除。
1943年（昭和18年）11月25日：夕霧戦没。
1943年（昭和18年）12月15日：天霧が秋風と衝突し艦首損傷、稼働艦がなくなったため解隊。
（1944年（昭和19年）3月1日：天霧は第十九駆逐隊に転出。以後は下記第十九駆逐隊の項に譲る。）

### 第十二駆逐隊
呉鎮守府籍の叢雲・東雲・薄雲・白雲で編成。1924年（大正13年）12月1日に第6掃海隊に改称した春雨型駆逐艦・神風型駆逐艦 (初代)からなる先代に続く二代目の第十二駆逐隊である。
1928年（昭和3年）8月1日：東雲(竣工7月25日)・薄雲(同7月26日)・白雲(同7月28日)で新編。
1928年（昭和3年）12月10日：第二艦隊第二水雷戦隊所属。
1929年（昭和4年）5月10日：叢雲竣工、同日編入。
1931年（昭和6年）12月1日：第二水雷戦隊より外れる。東雲は第二十駆逐隊（I）に転出。
1932年（昭和7年）12月1日：第二艦隊第二水雷戦隊所属。
1933年（昭和8年）2月1日：薄雲は第二十駆逐隊（I）に転出、東雲は第二十駆逐隊（I）より編入。
1933年（昭和8年）11月15日：駆逐隊編成改定、叢雲・薄雲・白雲の編成に戻り、東雲は第二十駆逐隊（I）へ移動。
1934年（昭和9年）11月15日：呉警備戦隊所属。
1936年（昭和11年）12月1日：。解隊した第二十駆逐隊（I）より東雲を編入。
1937年（昭和12年）12月1日：第二艦隊第二水雷戦隊所属。
1938年（昭和13年）12月15日：白雲駆逐隊より外れる。
1938年（昭和13年）12月15日：呉鎮守府予備艦。
1940年（昭和15年）5月1日：第一艦隊第三水雷戦隊に転属。
1940年（昭和15年）8月15日：薄雲、触雷。修理のため離脱（呉鎮守府予備駆逐艦。翌年2月20日から3月20日まで予備駆逐艦のまま舞鶴防備隊附属）。
1941年（昭和16年）12月17日：東雲戦没、翌年1月15日駆逐隊より削除。
1942年（昭和17年）3月10日：解隊。叢雲は第十一駆逐隊に、白雲は第二十駆逐隊（II）に転出。
（1942年（昭和17年）7月30日：薄雲修理完了、北方部隊〔第五艦隊〕に編入。その後、第六駆逐隊や第二十一駆逐隊に仮編入された後、翌年4月1日に第九駆逐隊に転出。以後は第九駆逐隊の項に譲る。）

### 第十九駆逐隊
呉鎮守府籍の磯波・浦波・綾波・敷波で編成。1943年（昭和18年）4月1日以降は、水雷戦隊には属さずに行動した。
1929年（昭和4年）11月30日：磯波(6月30日竣工)・浦波(6月30日竣工)で新編。第二艦隊第二水雷戦隊。
1929年（昭和4年）12月24日：敷波竣工、同日編入。
1930年（昭和5年）4月30日：綾波竣工、同日編入。
1931年（昭和6年）12月1日：磯波は第二十駆逐隊（I）に転出。
1932年（昭和7年）12月1日：第二艦隊第二水雷戦隊より外れる。
1933年（昭和8年）12月11日：呉警備戦隊。
1934年（昭和9年）11月15日：第二艦隊第二水雷戦隊。
1936年（昭和11年）12月1日：解隊した第二十駆逐隊（I）より磯波を編入。
1937年（昭和12年）12月1日：呉鎮守府予備艦。
1940年（昭和15年）11月15日：第一艦隊第三水雷戦隊に転属。
1942年（昭和17年）11月15日：綾波戦没、12月15日駆逐隊より削除。
1943年（昭和18年）4月1日：南西方面艦隊に転属。
1943年（昭和18年）4月9日：磯波戦没、8月1日駆逐隊より削除。
1943年（昭和18年）9月20日：南西方面艦隊第16戦隊に編入。
1944年（昭和19年）3月1日：前年12月15日に解隊した第十一駆逐隊より天霧を編入。
1944年（昭和19年）4月23日：天霧、触雷により沈没、6月10日駆逐隊より削除。
1944年（昭和19年）9月12日：敷波戦没。
1944年（昭和19年）10月10日：解隊。浦波は第16戦隊付へ。
（1944年（昭和19年）10月26日：浦波戦没、12月10日除籍。）

### 第八駆逐隊→第二十駆逐隊（II）
横須賀鎮守府籍の朝霧・夕霧・天霧・狭霧で編成。1924年（大正13年）12月1日に解隊した東雲型駆逐艦4隻からなる先代に続く三代目の第八駆逐隊である。1939年（昭和14年）11月1日付で呉鎮守府に転出したため、二代目の第二十駆逐隊となる。
1930年（昭和5年）12月1日：天霧(11月10日竣工)・朝霧(6月30日竣工)で新編。
1930年（昭和5年）12月3日：夕霧竣工、同日編入。
1931年（昭和6年）1月31日：狭霧竣工、同日編入。
1931年（昭和6年）12月1日：第二艦隊第二水雷戦隊。
1932年（昭和7年）5月19日：狭霧は第十駆逐隊に転出。
1933年（昭和8年）11月15日：第二水雷戦隊から外れる。
1933年（昭和8年）12月11日：横須賀警備戦隊。
1935年（昭和10年）10月24日：第四艦隊事件で損傷した夕霧が外れる。
1935年（昭和10年）11月15日：第二艦隊第二水雷戦隊。
1936年（昭和11年）12月1日：夕霧復帰、3隻体制に戻る。
1939年（昭和14年）11月1日：呉鎮守府に転籍、第二十駆逐隊に改称。呉鎮守府予備艦。
1939年（昭和14年）11月15日：解隊した第十駆逐隊より狭霧を編入。
1940年（昭和15年）5月1日：第一艦隊第三水雷戦隊に転属。
1941年（昭和16年）12月24日：狭霧戦没、翌年1月15日駆逐隊より削除
1942年（昭和17年）3月10日：解隊した第十二駆逐隊より白雲を編入。
1942年（昭和17年）8月28日：朝霧戦没。白雲損傷。夕霧被弾、座乗司令戦死。
1942年（昭和17年）10月1日：解隊。朝霧除籍。白雲、夕霧は呉鎮守府警備駆逐艦。
（1943年（昭和18年）1月16日：夕霧は第八艦隊に編入。）
（1943年（昭和18年）2月25日：天霧、夕霧は第十一駆逐隊に編入。）
（1943年（昭和18年）4月1日：白雲は第九駆逐隊に編入。以後は第九駆逐隊の項に譲る。）

### 第七駆逐隊
横須賀鎮守府籍の朧・曙・漣・潮で編成。1931年（昭和6年）10月31日に解隊した樺型駆逐艦4隻からなる先代に続く六代目の第七駆逐隊である。なお、吹雪型はすでに3隻体制に移行していたため、漣が所属するのは1939年（昭和14年）11月15日になってからである。また、太平洋戦争開戦時には第一航空艦隊に所属し、その後も同艦隊第十戦隊や連合艦隊直属になるなど、戦艦「大和」（第二次ソロモン海戦時）や大鷹型航空母艦の護衛、あるいは輸送船団の護衛任務に従事した。太平洋戦争後半では北方部隊・第一水雷戦隊所属となる。稼働艦の減少にともない、太平洋戦争末期に満潮型霞、吹雪型響を編入した。
1931年（昭和6年）10月31日：樺型4隻に代わって曙(7月31日竣工)・朧(同日竣工)で編成。
1931年（昭和6年）11月14日：潮竣工、同日編入。
1931年（昭和6年）12月1日：第二艦隊第二水雷戦隊。
(1932年（昭和7年）5月19日：漣は第十駆逐隊を新編。)
1933年（昭和8年）11月15日：第二水雷戦隊から外れる。
1933年（昭和8年）12月11日：横須賀警備戦隊。
1936年（昭和11年）12月1日：第二艦隊第二水雷戦隊。
1938年（昭和13年）11月15日：支那方面艦隊第四艦隊第12戦隊に転属。
1939年（昭和14年）11月15日：第二艦隊第四水雷戦隊に転属。解隊した第十駆逐隊より漣を編入。
1940年（昭和15年）11月15日：第一艦隊第一水雷戦隊に転属。
1941年（昭和16年）4月10日：第一航空艦隊第一航空戦隊に転属。
1941年（昭和16年）9月1日：漣、朧を駆逐隊より削除。2隻は第一航空艦隊第五航空戦隊に転出。
1941年（昭和16年）9月25日：第五航空戦隊より漣を編入。
1942年（昭和17年）4月10日：第一航空艦隊第十戦隊に転属（朧は横須賀鎮守府付に転出）。
1942年（昭和17年）7月14日：連合艦隊附属に転属。
1942年（昭和17年）10月17日：朧戦没、11月15日除籍。
1944年（昭和19年）1月1日：第五艦隊第一水雷戦隊に転属。
1944年（昭和19年）1月14日：漣戦没、3月10日駆逐隊より削除。
1944年（昭和19年）11月13日：曙戦没、潮損傷（12月7日に横須賀へ回航、終戦まで係留）。翌年1月10日曙駆逐隊より削除。
1944年（昭和19年）11月15日：解隊された第十八駆逐隊より霞を編入。
1944年（昭和19年）12月5日：第二艦隊第二水雷戦隊に転属。
1945年（昭和20年）1月25日：連合艦隊附属より響を編入。
1945年（昭和20年）3月10日：霞は第二十一駆逐隊に転出。
1945年（昭和20年）3月29日：響、触雷。修理のため離脱。
1945年（昭和20年）4月20日：二水戦解散。潮は連合艦隊直属第31戦隊に転出。
1945年（昭和20年）5月5日：第七駆逐隊解隊。潮は連合艦隊附属に転出。響は警備駆逐艦となり、舞鶴鎮守府第105戦隊に転出。
（1945年（昭和20年）6月4日：潮は横須賀鎮守府付。6月10日第4予備駆逐艦。9月15日除籍。）
（1945年（昭和20年）10月5日：響、除籍。）

### 第六駆逐隊
横須賀鎮守府籍の暁・響・雷・電で編成。1932年（昭和7年）4月1日に解隊した樺型駆逐艦4隻からなる先代に続く四代目の第六駆逐隊である。なお、吹雪型はすでに3隻体制に移行していたため、暁が所属するのは1939年（昭和14年）11月15日になってからである。太平洋戦争緒戦では、南方作戦や蘭印作戦に従事。北方部隊所属時に、損傷した響の代艦として吹雪型薄雲を短期間編入した。空母機動部隊に所属してからは3隻編制（暁、雷、電）に戻り、ガダルカナル島の戦いに参加。第三次ソロモン海戦で暁が沈没。その後は、練成部隊である第十一水雷戦隊に所属して船団護衛に従事した。
1932年（昭和7年）11月15日：電竣工、雷(8月15日竣工)と新編。
1933年（昭和8年）3月31日：響竣工、同日編入。
1933年（昭和8年）11月15日：第二艦隊第二水雷戦隊。
1936年（昭和11年）12月1日：横須賀警備戦隊。
1937年（昭和12年）7月28日：横須賀警備戦隊を外れ、第二艦隊第四水雷戦隊に転属。
1937年（昭和12年）10月20日：四水戦は支那方面艦隊第四艦隊に転属。
1937年（昭和12年）12月1日：四水戦は支那方面艦隊第三艦隊に転属。
1938年（昭和13年）4月19日：四水戦解散。横須賀鎮守府予備艦。
1939年（昭和14年）11月15日：第二艦隊第四水雷戦隊（四水戦再編）。解隊した第十駆逐隊より暁を編入。
1940年（昭和15年）11月15日：第一艦隊第一水雷戦隊に転属。
1942年（昭和17年）6月12日：北方方面で行動中に空襲をうけ響が大破、長期修理。
1942年（昭和17年）8月11日：第五艦隊より薄雲を編入。
1942年（昭和17年）8月28日：機動部隊（第三艦隊）に編入、薄雲は第二十一駆逐隊に転出。
1942年（昭和17年）11月13日：暁戦没、12月15日駆逐隊より削除。
1943年（昭和18年）4月1日：第一艦隊第十一水雷戦隊に転属。
1944年（昭和19年）2月25日：第一艦隊解隊に伴い、十一水戦は連合艦隊直属となる。
1944年（昭和19年）4月13日：雷戦没。
1944年（昭和19年）5月14日：電戦没。
1944年（昭和19年）6月10日：解隊。響は連合艦隊附属に転出。
（1945年（昭和20年）1月25日：響は第七駆逐隊に転出。以後は上記第七駆逐隊の項に譲る。）

### 第二十駆逐隊（I）
呉鎮守府籍の東雲・吹雪・磯波で編成。吹雪型を3隻体制に組み替えた際に新編されたが短期間で解隊。
1931年（昭和6年）12月1日：3隻で新編。第二艦隊第二水雷戦隊。
1932年（昭和7年）12月1日：第二艦隊第二水雷戦隊より外れる。
1933年（昭和8年）2月1日：第十二駆逐隊から薄雲が編入、東雲は第十二駆逐隊へ転出。
1933年（昭和8年）11月15日：駆逐隊編成改定、東雲・吹雪・磯波の編成に戻り、薄雲は第十二駆逐隊へ復帰。
1933年（昭和8年）12月11日：呉警備戦隊。
1934年（昭和9年）11月15日：第二艦隊第二水雷戦隊。
1936年（昭和11年）12月1日：解隊。3隻とも原隊に復帰。

### 第十駆逐隊
横須賀鎮守府籍の狭霧・漣・暁で編成。1918年（大正7年）4月1日に樺型駆逐艦4隻からなる先代第十駆逐隊が佐世保鎮守府第二二駆逐隊に転出した後に続く、三代目の第十駆逐隊である。こちらも短期間で解隊。
1932年（昭和7年）5月19日：漣竣工、狭霧(第八駆逐隊から転出)と編成。
1932年（昭和7年）11月30日：暁竣工、同日編入。
1933年（昭和8年）11月15日：第二艦隊第二水雷戦隊。
1934年（昭和9年）11月15日：第二艦隊第二水雷戦隊を外れる。
1936年（昭和11年）12月1日：横須賀警備戦隊。
1937年（昭和12年）7月28日：横須賀警備戦隊を外れ、第二艦隊第四水雷戦隊に転属。
1937年（昭和12年）10月20日：四水戦は支那方面艦隊第四艦隊に転属。
1937年（昭和12年）12月1日：四水戦は支那方面艦隊第三艦隊に転属。
1938年（昭和13年）4月19日：四水戦解散。横須賀鎮守府予備艦。
1939年（昭和14年）11月15日：解隊。3隻とも原隊に復帰。

## 登場作品

### 映画
『ゴジラ-1.0』
「響」が登場。終戦により史実通り連合国軍に接収されていたが、1947年の日本に襲来したゴジラを倒すための戦力として、陽炎型駆逐艦「雪風」、峯風型駆逐艦「夕風」、松型駆逐艦「欅」などと共に返還され、ゴジラ駆除作戦「海神作戦」（わだつみ作戦）に参加する。